# Andraž Šporar
Andraž Šporar, slovenski nogometaš, * 27. februar 1994, Ljubljana.
Šporar je člansko kariero v prvi slovenski ligi začel pri Interblocku, med letoma 2012 in 2015 je igral za Olimpijo, od leta 2015 do 2018 bil član Basla. Med letoma 2018 in 2020 je igral za Slovan Bratislavo, od leta 2020 je član Sportinga, ki ga je leta 2021 posodil v Brago in Middlesbrough.
V dresu članske reprezentance je debitiral 11. novembra 2016 na kvalifikacijski tekmi na Malti proti malteški reprezentanci.
Tudi njegov oče Miha je bil nogometaš.